# Licenca softvera
| Public Domain           | Non-Protective FOSS license | Protective FOSS License | Protective FOSS License | Proprietary License    | Trade Secret        |
| All rights relinquished | ← more rights granted       | ← more rights granted   | more rights retained →  | more rights retained → | All rights retained |

Softverska licenca (engl. Software Licence) je pravni dokument kojim je regulisano korišćenje i distribucija softvera. Softverska licenca omogućava krajnjem korisniku dozvolu da koristi jednu ili više kopija nekog softvera na takav način da štiti sva prava autora. Sav softver je zaštićen kopirajtom osim onog koji je u javnom domenu. Softver, takođe, može biti u formi slobodnog softvera i u shareware formi. Softverske licence se mogu podeliti na: vlasničke licence i licence slobodnog i otvorenog koda.

## Vlasnički softver
Vlasnički softver je kompjuterski softver licenciran pod strogim zakonski propisanim pravima vlasnika kopirajta. Primaocu ove licence se daje pravo da koristi softver pod određenim uslovima, dok se zabranjuju druge vrste korišćenja poput menjanja, dalje distribucije ili obrnutog inženjeringa.

#### Istorijat softvera i nastanak vlasničkog softvera
Do kasnih 1960-ih godina, kompjuteri su bili ogromne i skupe mejnfrejm mašine koje su se nalazile u specijalnim klimatizovanim prostorijama. U ovakvoj formi, u to vreme, kompjuteri su najčešće bili dostavljani po sistemu lizinga, pre nego što su bili deo kupoprodajnog sistema. Ova usluga i sav prateći softver su najčešće bili dostavljani i naplaćivani kao jedno sve do 1969. godine. Čak je i izvorni kod bio isporučivan. Korisnici su sav razvijeni softver objavljivali javno, bez ikave naknade. 1969.godine kompanija IBM je povela celu kompjutersku industriju u veliku promenu započinjanjem odvojene naplate za hardver i softver, kao i za usluge, pritom prestajući da dopremaju izvorni kod.

#### Karakteristike vlasničkih licenci
Glavna karakteristika vlasničkih licenci je to što njima proizvođač softvera garantuje korišćenje jedne ili više kopija softvera ukoliko krajnji korisnik pristane na uslove licence, dok proizvođač ostaje vlasnik tih kopija. Ovo znači da su neka prava vezana za softver zadržana od strane autora ili izdavača softvera. U okviru ovih licenci, uobičajeno je da se definišu neka pitanja vezana za korišćenje i distribuciju softvera, kao što su dozvoljen broj instalacija jedne kopije, dozvoljen broj rezervnih kopija koje krajnji korisnik sme da napravi, uslovi distribucije,...
Bez prihvatanja uslova vlasničke licence, krajnji korisnik uopšte ne sme da koristi zaštićeni softver.

#### Najčešće restriktivne mere
Vlasnik ovakve vrste softvera najčešće ograničava broj kompjutera na koji se softver može instalirati. Ova restriktivna mera se najčešće uvodi kroz neku od sledećih tehničkih mera: uvođenja neophodnosti aktivacije softvera pre prvog korišćenja na određenoj mašini, uvođenja serijskog broja, hardverskog ključa ili neke od postojećih vrsta zaštite od kopiranja.
Vlasnik još i može da distribuira verzije programa kojima nedostaju funkcionalnosti ili grupe funkcionalnosti, ili verzije u kojima su aktivna samo određena polja. Ovakve verzije softvera se najčešće distribuiraju za nekomercijalnu i neprofitnu upotrebu ili za korišćenje u edukativne svrhe.
Restriktivne mere variraju u zavisnosti od licence. Na primer:
- Windows Vista Starter verzija je ograničena na pokretanje maksimalno tri konkurentne aplikacije.
- Windows XP se može instalirati na jednom kompjuteru, i ograničava broj konekcija za deljenje fajlova kroz mrežu na 10. Home verzija ovog operativnog sistema onesposobljava neke od naprednijih mogućnosti profesionalne verzije.
- Mnoge aplikacije kompanije Adobi su ograničene na jednog korisnika, ali dozvoljavaju instaliranje po jedne kopije na desktop i laptop računar.

## Licence slobodnog i otvorenog koda
Glavna posledica forme licenciranja slobodnog softvera je da prihvatanje uslova licence nije obavezno u svim slučajevima. Krajnji korisnik može da koristi, proučava i menja softver bez prihvatanja uslova licence. Međutim, ukoliko korisnik želi da distribuira softver, mora da prihvati, i obavezan je da poštuje, softversku licencu.
Licence slobodnog i otvorenog koda se mogu svrstati u dve kategorije: one koje sadrže minimum zahteva vezanih za redistribuciju softvera (dopuštajuće licence) i one koje žele da očuvaju slobode date korisnicima tako što će osigurati da svi dalji korisnici dobiju ta prava (kopileft licence).
Primer kopileft licence je GNU-ova opšta javna licenca (engl. GNU General Public License skraćeno GOJL, na engleskom GNU GPL ili samo GPL). Ova licenca daje svim korisnicima neograničenu slobodu da koriste, proučavaju softver i prave izmene na njemu, a onima koji prihvate uslove GOJL, i slobodu da redistribuiraju softver ili bilo koju njegovu promenjenu verziju. Na primer, sve izmene napravljene i redistribuirane od strane krajnjeg korisnika moraju da sadrže izvorni kod i njihove licence ne smeju da dodaju bilo koja nova ograničenja preko onih koje GOJL dozvoljava.
Primeri dopuštajućih licenci slobodnog softvera su BSD licence i MIT licenca, koje krajnjem korisniku softvera daju neograničenu slobodu da koristi, proučava i menja softver i sadrže minimalne zahteve vezane za redistribuciju ovog softvera. Ovakve licence daju korisniku mogućnost da njihov izvorni kod koriste kao deo softvera zatvorenog koda ili softvera zaštićenog vlasničkom softverskom licencom.

#### Licenca slobodnog koda

##### GNU opšta javna licenca
GNU-ova opšta javna licenca (engl. GNU General Public License) je jedna od najkorišćenijih softverskih licenca. Stvorena je od strane Ričarda Stolmana za potrebe GNU pokreta. Ova licenca koristi linuks jezgro. GNU opšta javna licenca je najpopularniji i najpoznatiji primer jake ( kopileft ) licence koja, u svojoj suštini zahteva da izvedena dela budu dostupna pod istom licencom (kopileftom). Na osnovu ove filozofije, GNU opšta javna licenca primaocu računarskog programa daje prava iz дефиниције slobodnog softvera i koristi pravila kopilefta da bi osigurala očuvanje tih sloboda, čak i u slučajevima kada je delo izmenjeno na bilo koji način. U tome se razlikuje od popustljivih licenca za slobodni softver, na primer od BSD licence. Postoje tri verzije ove licence.

##### GNU-ova manje opšta javna licenca
GNU-ova manje opšta javna licenca (engl. GNU Lesser General Public License) je izmenjena GNU-ova opšta javna licenca, i ta izmena je čini manje strogom, tj. popustljivijom licencom od osnovne. Namenjena je softverskim bibliotekama. Ova licenca je dizajnirana kao kompromis između jake, kopileft, GNU opšte javne licence i propustljivih, licenca otvorenog koda.
Takođe postoji i GNU-ova licenca za slobodnu dokumentaciju, čija je prvobitna svrha bila korišćenje sa dokumentacijom za GNU softver, ali je usvojena i u druge svrhe, kao što je projekat Vikipedije.

#### Licenca otvorenog koda

##### BSD licence
BSD licence su porodica licenci otvorenog koda. Originalna BSD licenca je bila korišćena za BSD (engl. Berkeley Software Distribution), varijantu operativnog sistema Juniks (engl. UNIX) koja je razvijana ranih 1970-ih godina na univerzitetu Berkli, po čemu je i dobila ime.
Originalni vlasnici ove licence je bio upravni odbor Univerziteta u Kaliforniji, jer je BSD bio napisan na Berkli-ju, koji je deo tog univerziteta.
Obzirom da je licenca otvorenog koda, BSD licenca pruža minimalne restriktivne mere koje se odnose na korišćenje softvera, nasuprot poznatim kopileft licencama.
Postoji nekoliko formi ove licence:
- BSD licenca sa četiri klauzule - originalna BCD licenca je sadržala jednu klauzulu koja se ne može naći u kasnijim verzijama, koja je poznata pod nazivom klauzula o reklamiranju.[4] Ova klauzula je prestavljala pravni problem za osobe koje bi želele da objavljuju softver pod ovom licencom, čija je zamisao oslanjanje na manje, potprograme koji koristive restriktivniju GNU opštu javnu licencu, koja ne podržava postojanje ovakve klauzule. Kada bi se ovi delovi programa kombinovali međusobno, a pritom dođe i do promena u strukturi kompanije koja je izdala softver (na primer promena imena, lokacije itd.) bilo bi potrebno ponovo definisati celokupnu licencu.
- BSD licenca sa tri klauzule[5]- klauzula o reklamiranju je predstavljala problem, te ju je Vilijam Hoskins, načelnik Kancelarije za tehnološko licenciranje Univerziteta Berkli, uklonio iz teksta licence 22. jula 1999.[6] Ova verzija licence dozvoljava neograničenu ponovnu distribuciju za bilo koju svrhu, dokle god su očuvani uslovi pratećeg kopirajta i dodatnih garancija. Takođe, ova licenca sadrži i klauzulu koja ograničava korišćenje ljudi koji su doprineli reklamiranju rada nastalog ponovnom distribucijom, bez specifičnih dozvola.
- BSD licenca sa dve klauzule[7]- još više uprošćena verzija originalne BSD licence, poznata pod imenom engl. FreeBSD zbog prirode svoje upotrebe.[8] Primarna razlika između ove verzije BSD licence i verzije sa tri klauzule je u tome da se izostavlja klauzula o zabrani odobravanja. Takođe, dodato je odricanje od pogleda i mišljenja izraženih u delu obuhvaćenim ovom verzijom softvera.

##### MIT licenca
MIT licenca svoje poreklo vuče iz Masačusetskog instituta tehnologije (MIT) kome i duguje svoje ime. Ova licenca je licenca otvorenog koda, i kao takva dozvoljava ponovno korišćenje sopstvenog softvera dokle god sve kopije licenciranog softvera sadrže pun tekst i sve uslove ove licence. Licenca je kompatibilna i može se koristiti u kombinaciji sa GNU opštom javnom licencom.
MIT licenca je slična varijanti BSD licence sa tri klauzule, sa tim izuzetkom da BSC licenca sadrži zabranu korišćenja imena nosioca kopirajta u promociji softvera. Čak i gore pomenuta klauzula o reklamiranju postoji u pojedinim verzijama MIT licence.

## Pravni aspekt softverskih licenci
Uz sve svoje prednosti, ove licence uvode i mnoge očigledne vidove rizika za potencijalnu odgovornost za prevaru u vezi sa intelektualnim vlasništvom i činjenje krivičnih dela za narušavanje autorskih i srodnih prava. Tipični projekat otvorenog koda je delo truda koje uključuje doprinose mnogih ljudi. Ovakav vid puštanja softvera u promet može da dovede do zabrinjavajućih pravnih okolnosti, sa tačke gledišta intelektualnih i autorskih prava jer stvara mnogo prilika za one koji u nekoj tački doprinose kodu ovakvog projekta da dođu u situaciju da mogu da unose štetan kod (što može značiti i unos računarskih virusa). Obzirom na veličinu projekata i na broj ljudi koji imaju pristup kodu, gotovo je nemoguće da se pregleda cela baza unosa i dopuna u kodu. Tipični oblici licenci ne sadrže nikakve unose o zastupanju intelektualnog vlasništva niti garancije u korist licence, već sadrži širok spektar tačaka koje koriste onome ko izdaje licencu, kao i onima koji su doprineli izradi.
Sa tačke gledišta licenci otvorenog koda, nude se brojne prednosti, ali se javljaju i nedostaci. Prednosti uključuju postojanje velikog spektra softverskog talenta kome je omogućen pristup, kao i tendenciju rasta i poboljšanja istog. Prednosti je i postojanje mogućnosti da se koristi softver približno istih mogućnosti kao i neki od skupljih softvera, čime se postiže i veća produktivnost, sa finansijske tačke gledišta.
Nedostaci uključuju rizik od korišćenja softvera koji narušava intelektualna i autorska prava vlasnika. Nejasno definisani uslovi pojedinih licenci mogu da predstavljaju problem sami po sebi, što se više puta i pokazalo kao tačno u praksi.
Pored toga što obezbeđuju prava i određuju ograničenja vezana za korišćenje softvera, softverske licence obično sadrže odredbe kojima se regulišu obaveze i odgovornosti između stranaka obuhvaćenih ugovorom o licenciranju. Kod softverskih transakcija većih razmera (komercijalni softver), o ovim uslovima obično, u ime svih strana, pregovaraju pravnici specijalizovani za softverske licence. U poslednje vreme je primetan porast interesovanja za oblast softverskih licenci u okviru pravne nauke, kao i želja softverskih kompanija da uz pravnu pomoć zaštite svoj softver, kako usled pogrešnog licenciranja, ne bi bio zloupotrebljen ili distribuiran na neželjeni način.

## Literatura
- Paul E.Ceruzzi (2003). A history of modern computing. MIT Press. стр. 445. ISBN 978-0-262-53203-7. „'Although IBM agreed to sell its machines as part of a Consent Decree effective January 1956, leasing continued to be its preferred way of doing business.'”